# Америка (ТВ серија)
Америка (порт. América) бразилска је теленовела, продукцијске куће Реде Глобо, снимана 2005.
У Србији је приказивана 2007. на Фокс телевизији.

## Синопсис
Солин велики сан и јасна визија будућности је живот у Америци, за коју верује да је место остварења свих њених жеља. Као и хиљаде људи широм света, самопоуздана и живахна Сол види Америку као обећану земљу у којој ће остварити свој животни сан. Прича почиње тако што се млада и прелепа сањарка Сол припрема за далек пут, а храбри је пријатељица из детињства, Дрис, која сада ради у Мајамију као плесачица у ноћном клубу. Иако самопоуздана и упорна, Сол је дубоко у себи поприлично наивна, што је води у бројне проблеме. Пошто не успева легално ући у Америку, своју помоћ понуди јој Алекс, који ће касније увелико утицати на њен живот. Сол станује у предграђу Рија с очухом Маријаном, мајком Одалејом и сестром Маријаном. У посети куми, власници фарме говеда, Сол упознаје Тијаа, који ће постати љубав њеног живота. Иако помало дивљи, неустрашиви и ватрени Бразилац, Тијао је мека срца, врло племенит и осећајан. Рано је изгубио оца па је, одгајан од деке и мајке, одрастао бринући о домаћим животињама, са којима се разуме боље него с људима. Страственог Тијаоа води велики сан - жели постати шампион у родеу и укротити бика Бандита, што до сада није успело ни једном каубоју. Већ при првом сусрету рађа се изузетно јака привлачност између Сол и Тијаоа, једнако јака као и некомпатибилност њихових снова. Неподударања њихових животних циљева нису једина разлика између лепог пара - док он нагиње једноставном сеоском животу, духовним вредностима и привржености коренима, она преферира убрзан градски ритам, материјалне вредности и занемаривање прошлости и традиције. Само чудесни путеви љубави могу бити одговор на питање како су толико различите индивидуе једна у другој пронашле сродне душе. Тијао је сигуран како је Сол његова сродна душа, а исто мишљење дели и заљубљена Сол, али њихова је романса кратког века јер она прима позив од Алекса, који јој омогућава коначно остварење великог сна. Она сада одлучи илегално прећи границу Мексика, ући у Америку и оставити вољеног Тијаоа. Након неколико безуспешних покушаја, она коначно улази у Америку и смешта се у Мајами, а Тијао, ипак, наставља своју победоносну родео каријеру и ожени младу ветеринарку Симоне. Али, пошто се успешан каубој такмичи у Америци, њихови ће се путеви поново укрстити…

## Занимљивости
У теленовели Америка говори се о најразличитијим темама, као што су живот илегалних имиграната у Мајамију, свет родеа и каубоја, хомосексуалност, пропали бракови, а прича се дотиче и живота слепих и неразумевања околине за проблеме особа са посебним потребама. Снимана је на локацијама у Мајамију и на мексичкој граници.

## Ликови
- Сол де Оливејра (Дебора Секо) - Како би зарадила новац за бољи живот, долази у САД, земљу за коју верује да је остварење свих њених снова. Као и хиљаде људи широм света, самопоуздана и живахна Сол види Америку као обећану земљу у којој ће остварити свој животни сан. Иако ради као плесачица и конобарица у ноћном клубу у Мајамију, Сол се запошљава и као Едијева секретарица, због чега ће је његова девојка замрзети и постати јој најгора непријатељица. Иако је спремна на ризик по сваку цену (више због властитог темперамента, него стварних разлога), Сол је самопоуздана и живахна, али истовремено и прилично наивна, што је доводи у бројне проблеме и непријатне ситуације. У посети куми, удовици Неути, власници фарме говеда, Сол упознаје Тијаоа, који ће постати љубав њеног живота.
- Себастијао "Тијао" да Силва Ижино (Мурило Бенисио) - Каубој који ставља живот на коцку у борби са биковима како би остварио свој животни сан - да постане државни првак у родеу и наступа у Баретосу, граду где се одржава најважнији родео у овом такмичењу. Иако помало дивљи, неустрашиви и ватрени Тијао је младић меког срца, врло племенит и осећајан, који се са животињама, о којима је бринуо одрастајући, боље разуме него са људима. Страственог Тијаоа води велики сан - жели да постане шампион у родеу и укроти бика Бандита, што до сада није успело никоме.
- Мај (Камила Моргадо) - Интелигентна и себична жена из високе средње класе, Едија девојка, пријатељица Тонија и Мис Џејн. По сваку цену жели да оствари оно што је наумила, без обзира на последице. Њена је злоба уједно и њена највећа моћ.

## Улоге
| Глумац:            | Улога:                            |
| ------------------ | --------------------------------- |
| Дебора Секо        | Сол де Оливеира                   |
| Мурило Бенисио     | Себастијао Тијао да Силва Ижино   |
| Елијана Жијардини  | Неута Фонтес                      |
| Како Ћоклер        | Едвард „Ед” Талбот                |
| Камила Моргадо     | Мај                               |
| Габријела Дуарте   | Симоне                            |
| Едсон Селулари     | Глауко Симоес Лопес Прадо         |
| Кристијане Торлони | Хајде Памплона Лопес Прадо        |
| Мурило Роса        | Дино                              |
| Тијаго Ласерда     | Алекс Роберто                     |
| Маријана Шименес   | Раиза Памплона Лопес Прадо        |
| Клео Пирес         | Марија де Лурдес "Лурдиња" Тупа   |
| Умберто Мартинс    | Лаерте Вила Нова                  |
| Данијела Ескобар   | Ирене Вила Нова                   |
| Клаудија Шименес   | Консуело                          |
| Нивеа Марија       | Марија Жосе Мазе Ижино            |
| Вера Фишер         | Урсула Гарзес                     |
| Франсиско Куоко    | Жозе Зе да Силва Ижино            |
| Жандира Мартини    | Одалеја де Оливеира               |
| Пауло Гуларт       | Маријано де Оливеира              |
| Маркос Фрота       | Педро Хатоба                      |
| Тоти Меирелес      | Вера Тупа                         |
| Сиса Гимараес      | Нина                              |
| Марсело Новаес     | Женивалдо "Женино" да Силва Ижино |
| Самара Фелипо      | Марија Одете                      |
| Бруно Галијасо     | Роберто Синвал Фонтес Млађи       |
| Матеус Начтергаеле | Кареириња                         |
| Аилтон Граса       | Феитоза                           |
| Паула Бурламаки    | Ислене                            |
| Жулијана Паес      | Креуза                            |
| Лусија Верисимо    | Жил Мадурејра                     |
| Родриго Фаро       | Нето                              |
| Симоне Споладоре   | Елоиса                            |
| Флоријано Пеишото  | Тони                              |
| Бети Фарија        | Ђанира Пимента                    |
| Силвија Буарке     | Марија Елис                       |
| Камила Родригес    | Маријана де Оливејра              |
| Роберто Бонфим     | Шота Абдаља                       |
| Ером Кордеиро      | Зека                              |
| Лукас Бабин        | Ник                               |
| Марисол Рибеиро    | Кери Вила Нова                    |